# McWane
McWane ist ein amerikanischer Hersteller von Sphärogussprodukten wie Wasserrohre, Ventile, Hydranten und Fittings. Außerdem werden Feuerlöscher und andere Brandschutzprodukte hergestellt. McWane der größte Hersteller von Hydranten sowie eine der führenden Gießereien von eisernen Armaturen zur Wasserversorgung in Nordamerika.
1921 wurde sie das Unternehmen von J. R. McWane als McWane Cast Iron Pipe Company gegründet. Ab dem Ende der 1980er Jahre übernahm McWane zahlreiche andere Unternehmen wie z. B. die Clow Valve Company, Kennedy Valve Company und Tyler Pipe & Coupling.

## Werke
- Phillipsburg (New Jersey): McWane Ductile Atlantic States
- Provo, Utah: McWane Ductile Pacific States
- Coshocton, Ohio: Clow Water Systems
- Oakland, Kalifornien: AB&I Foundry
- Trussville, Alabama: AMEREX Corporation
- Corona (Kalifornien): Clow Valve Corona, Anaco Inc.
- Oskaloosa (Iowa): Clow Valve
- Crown Point (Indiana): Janus Fire Systems
- Elmira (New York): Kennedy Valve
- Quincy (Illinois): Manchester Tank & Equipment
- Bedford (Indiana): Manchester Tank & Equipment
- Crossville (Tennessee): Manchester Tank & Equipment
- Anniston (Alabama): Union Foundry Company, M & H Valve, American R/D Company
- Tyler (Texas): Tyler Pipe, Wade
- Exeter (Kalifornien): Waterman Industries[6]